# Marcel Van
Marcel Van ou Marcel Nguyễn Tân Văn, né le 15 mars 1928 à Ngăm Giáo, Bắc Ninh (Viêt Nam), et décédé le 10 juillet 1959, est un religieux rédemptoriste, mystique et martyr vietnamien. Souhaitant devenir prêtre très jeune, il suit très tôt une scolarisation chez un curé où il souffre de la faim et de mauvais traitements. Il finit par entrer à 16 ans chez les pères Rédemptoristes du Vietnam où il peut enfin suivre un enseignement scolaire et spirituel normal. Il meurt dans un camp de travaux forcés au Vietnam du Nord après l'indépendance du pays.
Durant sa vie, il aurait eu des dialogues avec sainte Thérèse de Lisieux, Jésus et la Vierge Marie. Ses « colloques » ont été publiés dans l'édition de ses œuvres complètes. Sa cause de béatification, ouverte en 1997 par le vénérable cardinal Nguyen Van Thuan, est en cours. Il est nommé « l'apôtre de l'amour », suivant l'enseignement de la « petite voie » donné par Thérèse de Lisieux.

## Biographie

### Enfance (1928-1935)
Joachim Nguyễn Tân Văn (davantage connu sous le nom religieux de frère Marcel qu'il prendra plus tard) est né le 15 mars 1928 à Ngam Giao (petit village au nord du Viêt Nam), dans une famille profondément chrétienne. Van est baptisé le lendemain de sa naissance sous le patronage de saint Joachim. Durant son enfance, il fait montre d'un caractère joyeux et espiègle. À l'âge de 3 ans déjà, il exprime souvent le désir de devenir saint. En 1932 naît sa sœur Anna Nguyễn Thị Lê. On envoie alors le petit Joachim Van demeurer chez sa tante, parce qu'il accapare un peu trop sa petite sœur. Il reviendra chez ses parents vers l'âge de 6 ans.
Parce qu'il souhaite faire sa première communion, le curé l'envoie au catéchisme. Van, bien éduqué par sa mère, la fait 6 mois plus tard malgré son jeune âge.
Ce jour béni, il demande deux grâces à Jésus :
1. De garder son cœur pur afin de l'aimer de tout son cœur.
2. D'accorder à tous les hommes une foi solide et parfaite.

Peu après, Van commence à fréquenter l'école, mais il doit arrêter après 2 mois, à cause d'un épuisement dû à la grande sévérité du maître.

### À la cure de Huu-Bang (1935-1941)
Sa mère conduit Van chez l'abbé Joseph Nha, à la cure de Huu-Bang, pour qu'il puisse se préparer à devenir prêtre. Van est autorisé à communier tous les jours, permission déjà donnée par le curé de Ngam-Giao. Cela suscite l'admiration de ses petits camarades, mais rend les catéchistes jaloux. L'un d'eux, le maître Vinh, lui rend la vie particulièrement dure. Il tente par deux fois de le violer, le bat, l'empêche de communier, le prive de nourriture et tente même de l'empêcher de réciter son chapelet. Courageusement Van résiste, en s'appuyant sur une inébranlable confiance en la Vierge Marie. « Grâce à elle », écrit-il, « le démon n'a jamais réussi à me vaincre ». Finalement, Vinh est chassé de la cure avec quelques autres catéchistes, ce qui laisse un court répit à Van.
En 1938, des inondations provoquent une famine dans la région. Van est contraint d’effectuer de durs travaux à la cure. De plus, sa famille tombe dans la misère à cause des inondations et ne peut plus supporter financièrement l’éducation de son fils. Elle confie alors l'entière responsabilité de l’enfant à l’abbé Nha, qui se met à l’exploiter comme son boy. À 12 ans, après qu'il a obtenu son certificat d’études primaires, l’abbé Nha arrête définitivement la formation de Van.
Van finit par prendre la fuite. Il erre durant un certain temps, manque même d'être vendu et finit par aller retrouver sa famille. Sa mère le ramène à la cure de Huu-Bang. Là, il s'associe avec d'autres jeunes pour former une sorte de ligue de résistance pour combattre les mauvaises mœurs de certains catéchistes.

### Au petit séminaire (1942-1943)
En décembre 1941, âgé de treize ans, Van apprend qu'il est accepté au petit séminaire de Lan Song, tenu par les Dominicains. Quelques mois plus tard, le petit séminaire doit fermer car il a été réquisitionné par l'armée japonaise. Van a la chance de pouvoir poursuivre ses études à la cure de la paroisse Sainte-Thérèse de l'Enfant Jésus de Quang Uyên. C'est là qu'il découvre durant l'été 1942 l'autobiographie de la carmélite de Lisieux Histoire d'une âme, après avoir vénéré la Sainte Vierge, lui demandant de l'éclairer. En effet, Van ressent en son cœur un désir ardent de devenir un saint mais il connaît sa faiblesse. La sainteté lui semble impossible à réaliser. Est-ce une tentation du démon ? Le livre de Thérèse de Lisieux va être pour lui une révélation. Oui, la sainteté est possible même pour les petits. À travers ce livre, il rencontre pour la première fois la spiritualité de sainte Thérèse de l'Enfant Jésus et de la Sainte Face, qu'il choisit alors comme sœur spirituelle. Peu de temps après, Van raconte avoir reçu une très grande grâce. Van raconte dans sa biographie que sainte Thérèse lui apparaît et discute familièrement avec lui. Il ajoute également qu'il va alors s'entretenir régulièrement avec elle,. Van raconte qu'elle lui enseigne sa « petite voie », ce qui est pour lui une révélation. Il dit aussi que Thérèse lui demande de prier pour les Français.
Van indique que leur première rencontre, en 1942, se déroule sur la colline proche de Quang Uyên. Thérèse lui aurait parlé de Dieu, de son amour, de sa paternité et l'invitait à converser avec Dieu comme le feraient deux amis. Elle aurait dit que Dieu, en effet, s'intéresse même aux petites choses de la vie quotidienne. Van qui relate cet évènement dans son autobiographie explique que l'ensemble de l'enseignement qu'il a reçu de Thérèse est un développement de ce qu'elle lui a dit ce jour-là sur la colline.
Quelque temps plus tard, Van aurait eu une vision de saint Alphonse de Liguori, fondateur des Rédemptoristes. Mais Van qui ne le connaissait pas encore, croit alors que c'est Notre-Dame des Douleurs qui lui est apparue. Il raconte que quelque temps plus tard, dans une autre vision, Thérèse lui aurait indiqué l'identité du saint en lui disant que c'était dans son ordre religieux qu'il était appelé. En juin 1943, Van est chassé du petit séminaire et retourne à la cure de Huu-Bang, puis pour un bref séjour dans sa famille.

### Chez les Rédemptoristes (1944-1959)
En juin 1944, Van est reçu au couvent des Rédemptoristes de Hanoï. Il y arrive le 16 juillet, mais on le renvoie presque aussi vite estimant, à cause de sa petite taille, qu'il n'a que 12 ans, alors qu'il en a 16. Pourtant, grâce à sa persévérance, trois mois plus tard, il est admis en communauté, et entre au noviciat le 17 octobre. C'est alors qu'il y reçoit le nom de Marcel. Dans sa biographie, Van indique que c'est à cette période que vont commencer ses dialogues avec Jésus. Le 14 novembre 1945, Van indique que lors d'un de ses dialogues avec le Christ, ce dernier lui donne une « prière de compassion pour la France ». À la demande de son supérieur, Van écrira le récit de son enfance, ainsi que ses colloques avec Jésus, Marie et Thérèse.
En juillet 1954, après les accords de Genève, le Viêt Nam est coupé en deux. Alors que de nombreux chrétiens fuient le nord pour se réfugier au Viêt Nam Sud, Marcel Van qui est au sud, demande à retourner au Nord, devenu communiste. Il est arrêté, le 7 mai 1955, jugé et condamné à 15 ans de travaux forcés.
Il meurt d’épuisement et de maladie le 10 juillet 1959 à l'âge de 31 ans, selon ce qu’il avait écrit à son supérieur en décembre 1949 : « Qui peut connaître la force de l'amour, qui peut en connaître la douceur… Viendra un jour où je mourrai, mais je mourrai consumé par l'amour ».

## Les colloques
Les « colloques » que le jeune Marcel dit avoir avec des saints du ciel abordent différents points de la foi chrétienne, ainsi que des visions mystiques sur l'avenir de la France et du monde.

### Prière pour la France

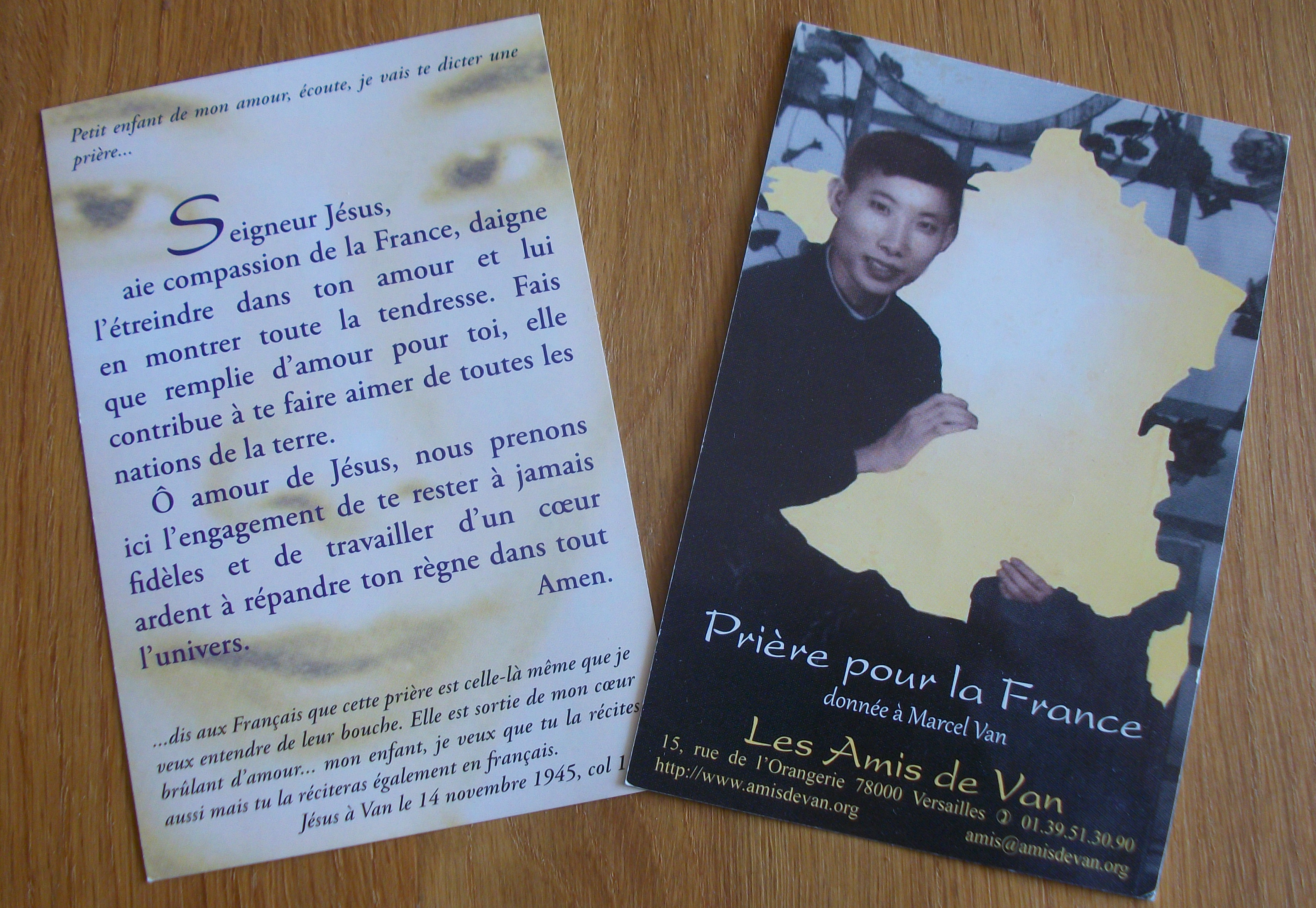
Images de la « prière pour la France ».

Dans le livre des Colloques, Marcel Van affirme que, le 14 novembre 1945 (jour anniversaire de la naissance de saint Jean Eudes), Jésus-Christ lui aurait communiqué une « prière pour la France » :
« Petit enfant de mon Amour, écoute, je vais te dicter une prière et cette prière, je veux que les Français me la récitent… »
« Seigneur Jésus, aie compassion de la France,
daigne l'étreindre dans ton Amour
et lui en montrer toute la tendresse.
Fais que, remplie d'Amour pour toi,
elle contribue à te faire aimer de toutes les nations de la terre.
Ô Amour de Jésus, nous prenons ici l'engagement de te rester à jamais fidèles
et de travailler d'un cœur ardent à répandre ton Règne dans tout l'univers.
Amen. »
Jésus a ensuite dit à Marcel Van :
« Ô mon enfant, dis aux Français que cette prière est celle-là même que je veux entendre de leur bouche. Elle est sortie de mon cœur brûlant d'amour et je veux que les Français soient les seuls à la réciter. Quant à toi, mon enfant, je veux que tu la récites aussi mais tu la réciteras également en français (ton directeur y pourvoira) ; car j'ai voulu, ô ma petite fleur, que dès le début de ta croissance, tu sois orienté par la petite fleur de France, vers le soleil de mon Amour. ».
Le texte de cette prière a été diffusé sous forme de petites images à plusieurs centaines de milliers d'exemplaires.
Selon ce même livre des Colloques, le 1er janvier 1946, Jésus-Christ donna au petit Marcel saint Jean Eudes, grand propagandiste du culte au Sacré-Cœur de Jésus et au Cœur immaculé de Marie, canonisé en 1925, comme « patron de l’année ».

### Les enfants non baptisés
Dans le livre des Colloques, Marcel Van affirme que Jésus-Christ aurait tranché ainsi le débat catholique séculaire au sujet des enfants morts sans être baptisés :
« JÉSUS : Rappelle-toi bien ceci. Naturellement, les petits enfants n’ayant pas encore l’intelligence, n’ont pas non plus de volonté. L’intelligence sert à comprendre si une chose est bonne ou mauvaise et la volonté à agir conformément à ce que comprend l’intelligence. Ces deux facultés-là sont les plus nécessaires. Or, ces facultés nécessaires, les enfants ne les possèdent pas encore. Ainsi donc, il faut maintenant qu’une autre volonté prenne place dans le cœur de ces petits enfants ; et si cette volonté agit d’une façon conforme au bien, c’est tout comme si ces petits enfants agissaient eux-mêmes.
Cependant, pour que cette volonté produise son effet, il faut qu’elle agisse de façon conforme au bien, conforme à la vérité même. Si, au contraire, elle agit d’une façon opposée au bien, opposée à la vérité, cette volonté ne produit pas son effet.
Maintenant, tout ce que tu as à faire, c’est de placer ta volonté dans le cœur des petits enfants et, alors, eux aussi appartiendront aussitôt à la Sainte Église. Et s’ils viennent à mourir avant l’usage de la raison, ils monteront quand même au ciel avec moi, parce qu’ils ont ta volonté qui agit en eux. Et puisque tu as la volonté de croire tout ce que la Sainte Église enseigne à croire, et aussi la volonté de m’aimer… Il se fait que ces enfants ont, eux aussi, la même volonté que toi, de sorte que leur âme m’appartient entièrement, qu’elle appartient à la Sainte Église. Bien que ces enfants ne connaissent rien, il y a cependant en eux la volonté d’un autre qui connaît, de sorte que, tout en ne connaissant pas, il se fait qu’ils connaissent.
Petit frère, comprends-tu cela ? Offre-moi ta volonté et, moi, je la mettrai dans l’âme des petits enfants qui vivent sur cette terre… À partir de maintenant, tu as donc la certitude que tous les petits enfants m’appartiennent déjà.
Petit frère, cette manière de vouloir que je viens de te révéler est quelque chose de nouveau. Jusqu’à présent, les petits enfants étaient également sauvés grâce à ce procédé, sans que les hommes n’en soupçonnent rien. Allons, petit frère, chasse la tristesse et sois joyeux. Comme tu es l’apôtre des enfants, il était nécessaire que tu connaisses ces choses.
Les enfants sauvés de cette manière sont baptisés dans l’amour même. Il leur est donné de confesser la foi dans l’amour, et cet acte d’amour, ils le posent au moyen de la volonté. »

## Béatification
Le procès de béatification de Marcel Van est ouvert le 26 mars 1997 au diocèse de Belley-Ars. Le vénérable Cardinal Nguyên Van Thuân en est le premier postulateur. L'acteur de la cause de béatification de Marcel Van est l'association « Les Amis de Van ». Fin 2016, le dossier n'a toujours pas été poussé à Rome pour examen.
Prière pour la béatification de Marcel Van :
« Père infiniment bon, tu as donné à Van la mission de "changer la souffrance en bonheur". Stimulé par l’exemple des saints et réconforté par la bienveillance maternelle de la Vierge Marie, il s’est totalement livré à ton Amour. Ô Jésus, donne-nous, à l’exemple de Van, de marcher à ta suite, "toujours joyeux par amour", sur ce chemin d’offrande et de simplicité avec une inébranlable confiance en ton Amour. Esprit-Saint, attiré par la faiblesse de Van, tu l’as embrasé de l’Amour. Donne à l’Église, nous t’en prions, de proclamer un jour sa sainteté, et accorde-nous la grâce que nous te demandons par son intercession (la nommer). Amen » – Imprimatur, Bourg-en-Bresse, 7 octobre 2011.

## Dans les arts
En 2017, une pièce de théâtre a été réalisée en France, inspirée de sa vie.
En 2010, dans le cadre de travaux de rénovation d'une église à la Réunion, un vitrail est réalisé par Alban de Châteauvieux, artiste-illustrateur, affilié à la Maison des Artistes.